# Odontocarya arifolia
Odontocarya arifolia là một loài thực vật có hoa trong họ Biển bức cát. Loài này được Barneby mô tả khoa học đầu tiên năm 1970.